# Тараш (подокруг)
Тараш (бенг. , англ. Tarash) — подокруг на севере Бангладеш. Входит в состав округа Сираджгандж. Административный центр — город Тараш. Площадь подокруга — 297,20 км². По данным переписи 1991 года численность населения подокруга составляла 135 435 человек. Плотность населения равнялась 456 чел. на 1 км². Уровень грамотности населения составлял 22,6 %. Религиозный состав: мусульмане — 89,03 %, индуисты — 10,88 %, прочие — 0,09 %.